# Faux site
Pour les articles homonymes, voir Site.
Faux site est un poème en prose composé entre 1947 et 1955 à l'abbaye de Solesmes par Pierre Reverdy, et présent sur le recueil La Liberté des mers.

## Situation
Depuis 1926, Pierre Reverdy vit en retrait dans l'abbaye de Solesmes, d'où il ne sort que très peu. Ses poèmes sont envoyés à Paris et publiés grâce à l'aide de visiteurs tels que André Breton ou André du Bouchet. Après un arrêt poétique pendant l'Occupation allemande, Reverdy se relance dans la littérature en 1945 avec plusieurs essais tels que Circonstances de la Poésie ou Cette émotion appelée Poésie, puis dans la poésie en 1947 en entament en même temps les recueils Au soleil du plafond et La Liberté des mers.

## Place dans le recueil
Faux site est le second poème du recueil La Liberté des mers. Il se trouve après un long poème intitulé également La Liberté des mers, qui constitue un prologue au recueil. Faux site est donc le poème qui entame véritablement le recueil.

## Description du poème
Le poème se veut un tableau montrant le départ d'un bateau vers l'Orient. On a donc d'abord une mise en abîme : le poème ne montre pas le départ du bateau, mais le tableau sur lequel est peint le départ du bateau. Le cadre paraît idyllique : la « chanson de la mer », le vent, les rochers, l'air, un « soleil blanc ». Pourtant, la fin du poème admet une ombre au paysage : des nuages s’amoncellent au loin, au-dessus de la forêt.

## Analyse
Le poème peut être vu comme une tentative d'évasion par le rêve. Reverdy, à cette époque, regrette sa retraite, et il semble qu'il ait perdu la foi, mais il reste, car il ne se sent plus la force de partir. Le poète se crée donc un voyage par la pensée, et s'échappe de son exil volontaire. À la fin du poème, les nuages qui s'amoncellent lui rappelle que tout cela n'est qu'un rêve.